# Anemia trichorhiza
Anemia trichorhiza är en ormbunkeart som beskrevs av Gardn. Anemia trichorhiza ingår i släktet Anemia och familjen Anemiaceae. Utöver nominatformen finns också underarten A. t. paraguariensis.